# Іриней Ліонський
Іриней Ліонський (грец. Εἰρηναῖος, у західній традиції — Іреней; бл. 130—160 — бл. 200—205) — християнський святий, один із представників ранньохристиянської теології та східної аполегетики, учень Полікарпа Смирнського, священномученик.

## Біографія
Був єпископом Лігдунума (Ліона) у Ґалії (тепер — Франція). Припускають, що він родом із Малої Азії, зі Смірни. Іриней був учнем Святого Полікарпа зі Смірни, який в свою чергу був учнем апостолів. У ранній молодості він приїхав в Риму, де став священником, і згодом був направлений у Ліон. Там діяльно переконував язичників навертатись до християнства та вів боротьбу із гностицизмом. 177 року християнська громада Ліона відправила його посланцем до Папи Елевтерія. Це посольство врятувало йому життя під час переслідування християн імператором Марком Аврелієм.
Автор вислову: «Істинний шлях до Бога — це любов. Краще бажати нічого не знати, крім Ісуса Христа розп'ятого, ніж впасти в безбожність через надміру цікаві питання і неважливі дрібниці».
Іриней боровся з гностиками. Найвідомішаа його праця — «Adversus Haereses» («Проти єресей»), яка збереглася лише в латинській версії, хоча фрагменти оригінального грецького тексту цитуються пізнішими авторами. Є теж значна кількість залишків сирійського і деякі фрагменти вірменського перекладів. Латинський переклад був зроблений зразу ж по написанні оригіналу і використовувався Тертуліаном. Латинська версія є дослівним перекладом грецької, яку вона відтворює з бездоганною точністю.
Після мученицької смерті його поховали в церкві Святого Йоана в Ліоні, яку пізніше перейменували у церкву Святого Іринея на його честь. Гріб і його мощі були зруйновані в 1562 році кальвіністськими гуґенотами.
Католицька церква святкує його пам'ять 28 червня, а православна 23 серпня (5 вересня).

21 січня 2022 року Папа Франциск своїм декретом проголосив його Вчителем Церкви з титулом «Doctor unitatis».

## Основні праці
За свідченнями Євсевія Кесарійського, Іриней є автором:
- «Про пізнання»
- «Про єдинобутність Божу»
- «Послання з приводу пасхальних спорів»
- «Послання до Папи Віктора»

Головною ж працею Іринея є «Спростування фальшиво поіменованої гнози» (лат. Adversus haereses — Проти єресей), написана давньогрецькою мовою, однак дотепер вона збереглася лише у латинському перекладі, а з грецького оригіналу дійшла до нас лише перша книга. Проте і не всі інші твори збереглися, донині дійшли «П'ять книг проти єресей» та «Доказ апостольської проповіді».

## Теологія
Іриней — засновник християнської догматики. Він ставить у центр теології єдиного Бога, на противагу до гностичного поділу бога на «еони» та гностичний розподіл на трансцендентного вищого бога та нижчого бога — Деміурга, який створив світ. Для Іринея Христос — це невидимий Бог, що став видимим.

## Твори
- Ліонський Іриней. Проти єресей / / Ранні Отці Церкви. — Брюссель, 1988.
- Adversus Haereses. Edited by W.W. Harvey (1857) (англ.)